# The Crying Light
Albums de Antony and the Johnsons
I Am a Bird Now
(2005) Swanlights
(2010)
The Crying Light est le troisième album du groupe Antony and the Johnsons, sorti en 2008

## Liste des titres
Les chansons ont toutes été écrites et produites par Antony Hegarty (sauf précision contraire).
1. "Her Eyes Are Underneath the Ground" (Antony & Nick Hegarty) – 4:24
2. "Epilepsy Is Dancing" – 2:42
3. "One Dove" (Antony & Barry Reynolds) – 5:34
4. "Kiss My Name" – 2:48
5. "The Crying Light" – 3:18
6. "Another World" – 4:00
7. "Daylight and the Sun" – 6:21
8. "Aeon" – 4:35
9. "Dust and Water" – 2:50
10. "Everglade" – 2:58